# مزرعه خدابنده‌لو
مزرعه خدابنده‌لو یک منطقهٔ مسکونی در ایران است که در دهستان سیستان واقع شده‌است.